# Kōmeitō
Le Kōmeitō (公明党), ou « parti du gouvernement propre », est un parti politique japonais fondé en 1964 par le président du mouvement bouddhiste Sôka gakkai, Daisaku Ikeda. Il participe depuis 2012 aux gouvernements dirigés par le Parti libéral-démocrate (PLD), conservateur et nationaliste.

## Ligne politique
Le Kōmeitō se présente comme un parti aux valeurs humanistes et pacifistes[réf. nécessaire]. Il encourage la réforme du gouvernement, en particulier soutient les propositions de réduction des effectifs de l'administration, et est favorable à la décentralisation. Économiquement, le Kōmeitō soutient la politique néo-libérale du PLD au pouvoir, les mesures dites "Abenomics" mises en place pour réduire les dépenses publiques, et la hausse de la TVA. Le Kōmeitō a aussi proposé d'étendre et de renforcer la couverture sociale des Japonais. Le parti était connu pour sa volonté de ne pas amender la Constitution japonaise, et a critiqué à plusieurs reprises les provocations nationalistes de Shinzō Abe. Il a toutefois évolué depuis 2001, du fait notamment de son alliance avec le PLD, vers un soutien tacite de la reconnaissance des Forces japonaises d'autodéfense comme d'une armée plus ou moins conventionnelle pouvant intervenir, sous certaines conditions, à l'étranger.
Il défend l'octroi du droit de vote aux élections locales aux étrangers résidents réguliers au Japon.

## Historique

### Premier Kōmeitō (1964-1994)
Le Parti du gouvernement éclairé (公明党, Kōmeitō), fondé le 17 novembre 1964, est, à l'origine et jusqu'en 1971, le bras politique de la Sōka Gakkai (創価学会), branche laïque de l'école Nichiren Shōshū.
Profitant de la popularité de la Sōka Gakkai et de la Nichiren Shōshū dans les années 1950 et 1960, le Kōmeitō connaît à ses débuts un réel succès, devenant dans les années 1990 la troisième force à la Diète.

### Dissolution dans le Shinshintō (1994-1997)
Dans l'opposition jusqu'en 1993, il est l'un des sept partis politiques participant à la coalition anti-PLD qui gouverne pendant 10 mois entre août 1993 et juin 1994. Il rejoint ensuite d'autres formations de droite et de centre-droit ayant participé au cabinet anti-PLD pour former le Shinshintō ou Parti de la Nouvelle frontière. Toutefois, 11 membres sur les 24 de la Chambre des conseillers refusent cette fusion et se maintiennent en un groupe politique distinct appelé Kōmei avant d'être suivis en ce sens par plusieurs élus préfectoraux ou municipaux du parti.
Lorsque ce grand parti d'opposition finit par éclater le 27 décembre 1997, les 42 anciens parlementaires issus du premier Kōmeitō s'éparpillent le 4 janvier 1998 en deux petits mouvements : le Nouveau parti de la paix (ja) de Takenori Kanzaki (en), et le Club de l'Aurore  de Kazuyoshi Shirahama (en).
Finalement, le 7 novembre 1998, le Nouveau parti de la paix (ja) et le Komei fusionnent pour redonner naissance à leur ancien parti sous le nom de « Nouveau Kōmeitō » (appellation utilisée uniquement dans le nom officiel du parti en anglais, la dénomination japonaise gardant uniquement les kanjis 公明党, soit Kōmeitō).

### Nouveau Kōmeitō (1998-2014) et Kōmeitō (2014)
Le 5 octobre 1999, ce nouveau Kōmeitō forme une coalition tripartite avec son ancien adversaire, le PLD de Keizō Obuchi, et le Parti libéral d'Ichirō Ozawa, obtenant ainsi un poste au sein du Cabinet du Japon. Depuis lors, le Nouveau Kōmeitō a participé à tous les gouvernements formés par le PLD dont il est considéré désormais comme l'allié traditionnel. En septembre 2014, pour marquer son cinquantième anniversaire, le parti a décidé de ne plus s'appeler « Nouveau », mais simplement Kōmeitō[réf. nécessaire].
Lors des élections législatives du 27 octobre 2024, le Kōmeitō obtient de très mauvais résultats, passant de 32 à 24 sièges ; son président, Keiichi Ishii, n'est pas élu, et le parti est battu par son adversaire Ishin dans son fief d'Osaka.

## Liens avec la Sôka Gakkai
Les observateurs et la presse décrivent le Komeito comme le "bras politique" de la Soka Gakkai, et le mouvement bouddhiste appelle parfois publiquement à voter pour lui[réf. nécessaire]. Le mouvement bouddhiste fournit aujourd'hui l'essentiel de son électorat.
Les critiques avancent que cette relation viole la séparation de la religion et de la politique inscrite à l'article 20 de la Constitution japonaise. La direction et le financement des deux groupes sont actuellement considérés comme indépendants. Le parti politique et le mouvement religieux déclarent tenir des réunions de liaison occasionnelles, qu'ils qualifient d'informatives et d'"ouvertes aux médias".

## Résultats électoraux

### Chambre des représentants
| Année | Sièges   | Circonscriptions | Circonscriptions | Proportionnel | Proportionnel | Gouvernement                                                                    |
| Année | Sièges   | Voix             | %                | Voix          | %             | Gouvernement                                                                    |
| ----- | -------- | ---------------- | ---------------- | ------------- | ------------- | ------------------------------------------------------------------------------- |
| 2000  | 31 / 480 | 1 231 753        | 2,02             | 7 762 032     | 12,97         | Mori II (2000-2001), Koizumi I (2001-2003)                                      |
| 2003  | 34 / 480 | 886 507          | 1,49             | 8 733 444     | 14,78         | Koizumi II                                                                      |
| 2005  | 31 / 480 | 981 105          | 1,44             | 8 987 602     | 13,25         | Koizumi III (2005-2006), Abe I (2006-2007), Fukuda (2007-2008), Asō (2008-2009) |
| 2009  | 19 / 480 | 782 984          | 1,11             | 8 054 007     | 11,45         | Opposition                                                                      |
| 2012  | 31 / 480 | 885 881          | 1,49             | 7 116 474     | 11,83         | Abe II                                                                          |
| 2014  | 35 / 475 | 765 390          | 1,45             | 7 314 236     | 13,71         | Abe III                                                                         |
| 2017  | 29 / 465 | 832 453          | 1,50             | 6 977 712     | 12,51         | Abe IV (2017-2020), Suga (2020-2021), Kishida I (2021)                          |
| 2021  | 32 / 465 | 872 931          | 1,52             | 7 114 282     | 12,38         | Kishida II (2021-2024), Ishiba I (2024)                                         |
| 2024  | 24 / 465 | 730 401          | 1,35             | 5 964 415     | 10,93         | Ishiba II                                                                       |